# Forest Green Rovers Football Club
Forest Green Rovers Football Club és un equip de futbol anglès de Nailsworth (Gloucestershire). Actualment juga a la EFL league two que es troba en el quart nivell del sistema de lligues angleses.

## Rivals
Els Forest Green Rovers mantenen una intensa rivalitat amb el Shortwood United FC, Harrow Hill FC, Cheltenham Town FC i el Gloucester City AFC.

## Plantilla
Actualitzada l'1 de gener del 2010.
| N. | Pos. | Nac. | Jugador                                      |
| -- | ---- | --- | -------------------------------------------- |
| 01 | POR  | [[Fitxer:Flag of England.svg\|23x15px\|border \|alt=Anglaterra\|link=Selecció de futbol d'Anglaterra\|{{#if:\|]]           | Terry Burton                                 |
| 2  | DEF  | [[Fitxer:Flag of England.svg\|23x15px\|border \|alt=Anglaterra\|link=Selecció de futbol d'Anglaterra\|{{#if:\|]]           | Jack Winter                                  |
| 3  | DEF  | [[Fitxer:Flag of Wales 2.svg\|23x15px\|border \|alt=Gal·les\|link=Selecció de futbol de Gal·les\|{{#if:\|]]                | Curtis McDonald                              |
| 4  | DEF  | [[Fitxer:Flag of England.svg\|23x15px\|border \|alt=Anglaterra\|link=Selecció de futbol d'Anglaterra\|{{#if:\|]]           | Lee Ayres                                    |
| 5  | DEF  | [[Fitxer:Flag of England.svg\|23x15px\|border \|alt=Anglaterra\|link=Selecció de futbol d'Anglaterra\|{{#if:\|]]           | Mark Preece                                  |
| 6  | DEF  | [[Fitxer:Flag of England.svg\|23x15px\|border \|alt=Anglaterra\|link=Selecció de futbol d'Anglaterra\|{{#if:\|]]           | Paul Stonehouse                              |
| 7  | DAV  | [[Fitxer:Flag of England.svg\|23x15px\|border \|alt=Anglaterra\|link=Selecció de futbol d'Anglaterra\|{{#if:\|]]           | David Brown                                  |
| 8  | MIG  | [[Fitxer:Flag of England.svg\|23x15px\|border \|alt=Anglaterra\|link=Selecció de futbol d'Anglaterra\|{{#if:\|]]           | Paul Lloyd (cedit al Workington F.C.)        |
| 9  | DAV  | [[Fitxer:Flag of England.svg\|23x15px\|border \|alt=Anglaterra\|link=Selecció de futbol d'Anglaterra\|{{#if:\|]]           | Andrew Mangan                                |
| 10 | DAV  | [[Fitxer:Flag of Ireland.svg\|23x15px\|border \|alt=Irlanda\|link=Selecció de futbol de la República d'Irlanda\|{{#if:\|]] | Conal Platt                                  |
| 11 | MIG  | [[Fitxer:Flag of England.svg\|23x15px\|border \|alt=Anglaterra\|link=Selecció de futbol d'Anglaterra\|{{#if:\|]]           | Jonathan Smith                               |
| 12 | MIG  | [[Fitxer:Flag of England.svg\|23x15px\|border \|alt=Anglaterra\|link=Selecció de futbol d'Anglaterra\|{{#if:\|]]           | Jonathan Else                                |
| 13 | POR  | [[Fitxer:Flag of Ireland.svg\|23x15px\|border \|alt=Irlanda\|link=Selecció de futbol de la República d'Irlanda\|{{#if:\|]] | Gavin Carlin                                 |
| 14 | MIG  | [[Fitxer:Flag of England.svg\|23x15px\|border \|alt=Anglaterra\|link=Selecció de futbol d'Anglaterra\|{{#if:\|]]           | Daniel Powell (cedit del Milton Keynes Dons) |
| 15 | DEF  | [[Fitxer:Flag of England.svg\|23x15px\|border \|alt=Anglaterra\|link=Selecció de futbol d'Anglaterra\|{{#if:\|]]           | Ben Pugh                                     |
| 16 | MIG  | [[Fitxer:Flag of England.svg\|23x15px\|border \|alt=Anglaterra\|link=Selecció de futbol d'Anglaterra\|{{#if:\|]]           | Craig Rocastle                               |

| N. | Pos. | Nac. | Jugador                                 |
| -- | ---- | --- | --------------------------------------- |
| 17 | POR  | [[Fitxer:Flag of Wales 2.svg\|23x15px\|border \|alt=Gal·les\|link=Selecció de futbol de Gal·les\|{{#if:\|]]                | Tom Pass (cedit al Frome Town)          |
| 18 | MIG  | [[Fitxer:Flag of England.svg\|23x15px\|border \|alt=Anglaterra\|link=Selecció de futbol d'Anglaterra\|{{#if:\|]]           | Steve Davies                            |
| 19 | DAV  | [[Fitxer:Flag of England.svg\|23x15px\|border \|alt=Anglaterra\|link=Selecció de futbol d'Anglaterra\|{{#if:\|]]           | Marcus Palmer (cedit al Evesham United) |
| 20 | MIG  | [[Fitxer:Flag of Wales 2.svg\|23x15px\|border \|alt=Gal·les\|link=Selecció de futbol de Gal·les\|{{#if:\|]]                | Mike Fowler                             |
| 21 | DEF  | [[Fitxer:Flag of England.svg\|23x15px\|border \|alt=Anglaterra\|link=Selecció de futbol d'Anglaterra\|{{#if:\|]]           | Callum Henry (cedit al Frome Town)      |
| 22 | MIG  | [[Fitxer:Flag of Ghana.svg\|23x15px\|border \|alt=Ghana\|link=Selecció de futbol de Ghana\|{{#if:\|]]                      | Isaac Shaze                             |
| 23 | MIG  | [[Fitxer:Flag of Ghana.svg\|23x15px\|border \|alt=Ghana\|link=Selecció de futbol de Ghana\|{{#if:\|]]                      | Samuel Mensah                           |
| 24 | DAV  | [[Fitxer:Flag of England.svg\|23x15px\|border \|alt=Anglaterra\|link=Selecció de futbol d'Anglaterra\|{{#if:\|]]           | Tomi Ameobi                             |
| 26 | MIG  | [[Fitxer:Flag of England.svg\|23x15px\|border \|alt=Anglaterra\|link=Selecció de futbol d'Anglaterra\|{{#if:\|]]           | Tyrone Berry                            |
| 29 | DEF  | [[Fitxer:Flag of Ireland.svg\|23x15px\|border \|alt=Irlanda\|link=Selecció de futbol de la República d'Irlanda\|{{#if:\|]] | Joe O'Cearuill                          |
| 30 | POR  | [[Fitxer:Flag of England.svg\|23x15px\|border \|alt=Anglaterra\|link=Selecció de futbol d'Anglaterra\|{{#if:\|]]           | David Wilkinson                         |
| 31 | DEF  | [[Fitxer:Flag of England.svg\|23x15px\|border \|alt=Anglaterra\|link=Selecció de futbol d'Anglaterra\|{{#if:\|]]           | Ollie Thorne                            |
| 32 | DEF  | [[Fitxer:Flag of England.svg\|23x15px\|border \|alt=Anglaterra\|link=Selecció de futbol d'Anglaterra\|{{#if:\|]]           | Jared Hodgkiss                          |
| 33 | DAV  | [[Fitxer:Flag of England.svg\|23x15px\|border \|alt=Anglaterra\|link=Selecció de futbol d'Anglaterra\|{{#if:\|]]           | Isaiah Rankin                           |
| 35 | MIG  | [[Fitxer:Flag of England.svg\|23x15px\|border \|alt=Anglaterra\|link=Selecció de futbol d'Anglaterra\|{{#if:\|]]           | Ben Osman                               |

### Cos tècnic
- Dave Hockaday (manager)
- David Brown (segon entrenador)
- Mick Byrne (entrenador de porters)
- Ian Rodgerson (fisioterapeuta)

## Història
- 1968-69 - Membres fundadors de la Gloucestershire County League
- 1975-76 - Entrada a l'Hellenic League
- 1981-82 - Campions de l'Hellenic League. Guanyadors del FA Vase; ascens a la Southern League Midland Division
- 1989 - Canvi de nom a Stroud F.C.
- 1992 - Es torna al nom Forest Green Rovers
- 1995-96 - Canvi a la Southern Division
- 1996-97 - Campions de la Southern League Southern Division Champions; ascens a la Premier Division
- 1997-98 - Campions de la Southern League; ascens a la Conference
- 1998-99 - Finalista del FA Trophy
- 2000-01 - Finalista del FA Trophy

## Palmarès
- FA Vase - campions (1982)
- Southern League Premier Division - campions (1998)
- Southern League Southern Division - campions (1997)
- Hellenic League - campions (1982)

## Estadi
The Lawn havia estat el feu del club des que va ser fundat l'any 1890, i no va ser gaire cosa més que un camp de futbol fins que el progrés continu del club va exigir una sèrie de reformes a partir dels anys 50.

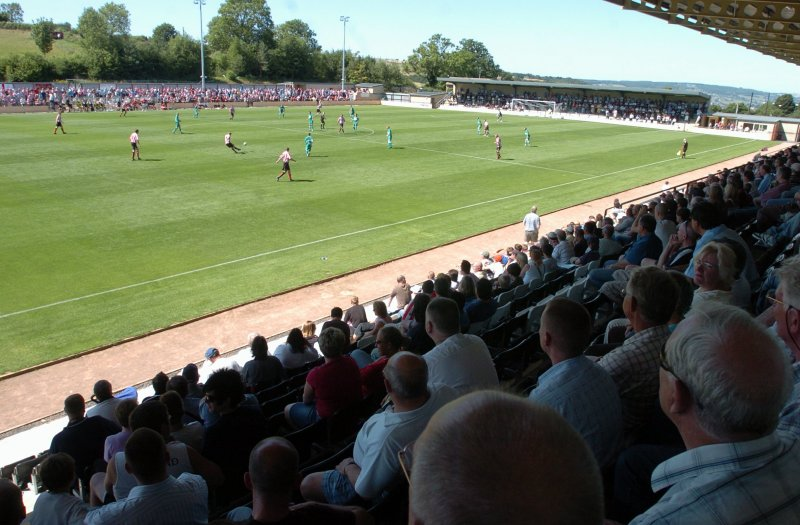
El nou estadi dels Rovers

A principis de la temporada 2006-07, els Forest Green van inaugurar The New Lawn. La tribuna nord rep el nom de 'Rockwool Stand', que ve del seu patrocinador. És la part més animada del camp. Els aficionats s'han donat a si mateixos el nom de "Rockwool Army" (exèrcit de Rockwool). L'estadi té capacitat per a 5.147 aficionats, però l'assistència més alta fins ara és de 3.021 contra l'Oxford. L'assistència mitjana és de 900-1.800 als partits de lliga i de 2.000-2.300 pels partits de copa.